# Thomas S. Monson
Pour les articles homonymes, voir Monson.
Thomas Spencer Monson, né le 21 août 1927 à Salt Lake City (Utah) et mort le 2 janvier 2018 dans la même ville, est un dirigeant religieux américain. Il est le 16e président de l'Église de Jésus-Christ des saints des derniers jours du 3 février 2008 à sa mort.

## Biographie
Thomas Spencer Monson est l'un des dix enfants de G. Spencer et Gladys Condie Monson. Le 7 octobre 1948, il épouse Frances Beverly Johnson (1927-2013) dans le temple de Salt Lake City. Ils auront trois enfants : Ann Monson Dibb, Thomas Lee Monson, et Clarke Spencer Monson.

### Autorité générale de l'Église de Jésus-Christ des saints des derniers jours
En 1963, Thomas S. Monson devient membre du Collège des douze apôtres, dont il est président de 1995 à 2008. Il est membre de la Première Présidence à partir de 1995 et est élu président de l'Église le 3 février 2008.
De par son ministère, Thomas S. Monson est connu de dirigeants politiques et des affaires de nombreux pays et sa notoriété lui a permis d'être un porte-parole influent de l'Église. L'un de ses grands accomplissements est d'obtenir l'autorisation de construire un temple dans la République démocratique allemande, avant que ne tombe le rideau de fer. Ce temple est finalement construit à Freiberg et consacré en 1985. Il obtient même de ce pays la permission que des missionnaires de l'Église y entrent et en sortent, et ce avant la chute du mur de Berlin.

### Cursus dans l'Église de Jésus-Christ des saints des derniers jours

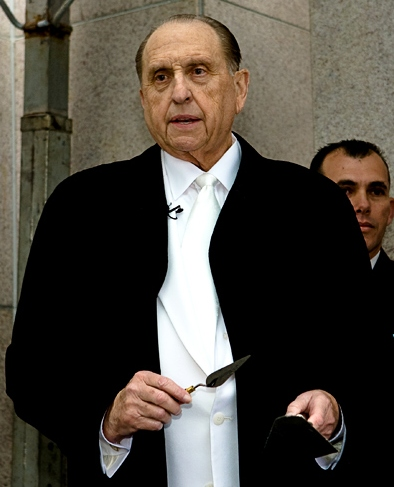
Thomas S. Monson, président.

- 1950 : est ordonné évêque de la soixante-septième paroisse de Salt Lake City

- 1955 : ordonné comme conseiller de présidence de Pieu
- 1959-62 : préside la mission canadienne
- 1963 : est ordonné apôtre
- 1985 : devient conseiller dans la Première Présidence
- 2008 : devient président de l'Église de Jésus-Christ des saints des derniers jours

### Dirigeant scout
Thomas S. Monson est membre du bureau national du scoutisme des États-Unis depuis 1969. 
- 1971 : reçoit la distinction du castor d'argent du scoutisme des États-Unis
- 1978 : reçoit le bison d'argent, distinction suprême du scoutisme des États-Unis
- 1993 : reçoit la distinction du loup de bronze du comité mondial du scoutisme

### Responsabilités et distinctions civiles
- 1945-1946 : sert en service actif dans la Réserve navale des États-Unis
- 1948 : obtient sa licence de l'université de l'Utah, commence à travailler au journal Deseret News
- 1958 : est nommé directeur adjoint de Deseret Press
- 1966 : reçoit la distinction d'ancien élève émérite de l'université de l'Utah
- 1969 : devient membre du bureau national du scoutisme des États-Unis
- 1974 : reçoit un Master of Business Administration de l'université Brigham Young
- 1981 : reçoit un doctorat honoris causa de droit de l'université Brigham Young
- 1996 : reçoit un doctorat ès lettres honoris causa du Salt Lake Community College
- 1997 : reçoit la distinction de la garde nationale d'Utah ; reçoit la distinction de l'homme exemplaire par l'université Brigham Young
- 1998 : reçoit, avec sa femme, une distinction pour services humanitaires des sœurs de la charité de St Joseph Villa
- 2007 : reçoit la distinction spéciale pour services humanitaires à la convention internationale du Rotary ; reçoit un doctorat honoris causa de gestion des affaires de l'université de l'Utah

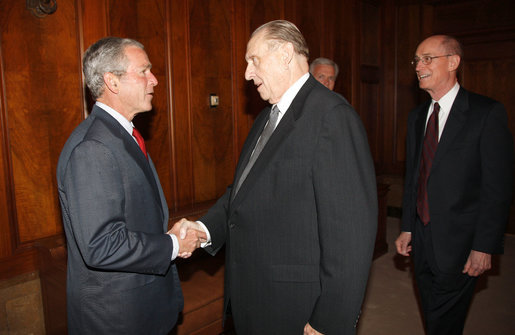
Thomas S. Monson et le président George W. Bush (à gauche) se saluent lors d'une visite du président des États-Unis au siège de l'Église à Salt Lake City en mai 2008.

- 2011 : reçoit la plus haute distinction « Service Above Self » [Servir au-delà de soi-même] du Rotary Club de Salt Lake City.

## Ouvrages de Thomas S. Monson
- Pathways to Perfection, Deseret Book, 1973
- In Search of the Christmas Spirit, Deseret Book, 1977
- Be Your Best Self, Deseret Book, 1979
- Conferences Classics, vol. 1, Deseret Book, 1981
- Honor Thy Mother, Deseret Book, 1981
- Conferences Classics, vol. 2, Deseret Book, 1983
- Conferences Classics, vol. 3, Deseret Book, 1984
- Favorite Quotations from the Collection of Thomas S. Monson, Deseret Book, 1985
- Live the Good Life, 1988
- The Church in a Changing World, Brigham Young University, 1989
- The Search for Jesus: A Christmas Message, Deseret Book, 1992
- Inspiring Experiences That Build Faith, Deseret Book, 1994
- Faith Rewarded: A Personal Account of Prophetic Promises to the East German Saints, Deseret Book, 1996
- An invitation to Exaltation, Deseret Book, 1997
- Meeting your Goliath, Deseret Book, 1997
- A Christmas Dress For Ellen, Deseret Book, 1998

## Citations
« Ne priez pas pour avoir des tâches à la hauteur de vos capacités, mais priez pour avoir la capacité d'être à la hauteur de vos tâches. Ensuite, l'accomplissement de vos tâches ne sera pas un miracle mais vous serez le miracle. »
— Thomas S. Monson, Le Liahona, novembre 2007, p. 120